# Гавахін
Гавахан (вірм. Ղավախան), Гавахін (азерб. Gavahın) — село у Мартунинському районі Нагірно-Карабаської Республіки. Село розташоване за 5 км на південний захід від села Ахорті, за 3 км від села Колхозашен, за 2 км на північ від села Момна, за 3 км на північний схід від села Хачмач (Аскеранський район) та за 5 км на південний схід від села Ннгі, що розташоване на трасі Степанакерт — Мартуні.

## Пам'ятки
- В селі розташована церква Сурб Аствацацін 1877 р., цвинтар 17-18 ст. та хачкар 16 ст.